# Bart Stupak
Bartholomew Thomas Stupak (* 29. února 1952 v Milwaukee ve Wisconsinu) je americký demokratický právník a politik, od roku 1993 člen Sněmovny reprezentantů za 1. michiganský okrsek. Je předním představitelem tzv. "modrých psů" a neformálním vůdcem pro-life demokratů ve Sněmovně reprezentantů.
V roce 2009 společně s republikánským reprezentantem Joe Pittsem navrhl dodatek k návrhu zdravotnické reformy, který má znemožnit financování interrupcí na požádání z federálních peněz. Dodatek hladce prošel ve Sněmovně reprezentantů, ale následně byl zablokován v Senátu.
V lednu 2010 oznámil, že se chce ucházet o úřad guvernéra státu Michigan.